# Chailloué

Chailloué este o comună în departamentul Orne, Franța. În 1 ianuarie 2022 avea o populație de 892 de locuitori.